# Nekrolog 1167
Nekrolog
◄◄
| ◄
| 1163
| 1164
| 1165
| 1166
| 1167 | 1168 | 1169 | 1170 | 1171 | ► | ►►
Weitere Ereignisse | Allgemeiner Nekrolog 1167
Die Beschreibung der verstorbenen Person sollte so kurz wie möglich gehalten sein und nur deren signifikante Tätigkeit(en) enthalten.
Neue Namen ggf. auch unter dem Geburts- und Sterbedatum, also etwa unter 1. Januar und im Geburts- und Sterbejahr (2024) eintragen (nur bei entsprechender großer Wichtigkeit). Für Beispiele siehe die schon vorhandenen Artikel.
Außerdem über die fünf zuletzt Verstorbenen, zu denen es einen ausreichend guten Artikel für eine Präsentation auf der Hauptseite gibt, nach der todesbedingten Überarbeitung der Artikel ggf. auch unter Wikipedia Diskussion:Hauptseite informieren und sie am besten auch in den anderen Wikipedia-Sprachversionen eintragen. Tipp: Regelmäßig bei news.google.de nach „ist tot“, „gestorben“ oder „verstorben“ suchen.
Wenn eine Person gestorben ist, gibt es viele Seiten zu dieser Person in der Wikipedia, die davon auch betroffen sind und entsprechend aktualisiert werden müssen. Beispiele: Namenübersichtsseite, Geburtsjahr, Geburtsort-Seiten und viele mehr.
Wie finde ich die betroffenen Seiten?
Im Suchfeld auf der linken Seite gibt man den Suchbegriff so ein: „Vorname Nachname“. Dann klickt man auf Volltext und alle Seiten mit entsprechendem Suchtext werden aufgerufen. Hier sieht man dann schnell, wo auch das Todesjahr Sinn macht oder sogar ein Teil des Artikels angepasst werden muss. Auch hilft das „Werkzeug“ auf der linken Seite sehr gut, um solche Seiten aufzufinden: „Links auf diese Seite“. Somit ist die Wikipedia wieder aktuell in allen Bereichen! Hinweis: bei Eintragung der Kategorie „Gestorben JAHR“ wird der Missbrauchsfilter 49 ausgelöst, was jedoch nicht schlimm ist. Siehe: Spezial:Missbrauchsfilter/49
Dies ist eine Liste von im Jahr 1167 verstorbenen bekannten Persönlichkeiten. Die Einträge erfolgen innerhalb der einzelnen Daten alphabetisch sortiert. Tiere sind im Nekrolog für Tiere zu finden.

## Januar
| Tag        | Name                | Beruf, bekannt als                           | Alter | Beleg |
| ---------- | ------------------- | -------------------------------------------- | ----- | ----- |
| 12. Januar | Aelred von Rievaulx | mittelalterlicher Abt, Prediger und Mystiker |       |       |
| 28. Januar | Abraham ibn Esra    | jüdischer Gelehrter und Schriftsteller       |       |       |

## Februar
| Tag         | Name             | Beruf, bekannt als                                      | Alter | Beleg |
| ----------- | ---------------- | ------------------------------------------------------- | ----- | ----- |
| 12. Februar | Sigehard         | Benediktinerabt                                         |       |       |
| 27. Februar | Robert von Melun | britischer Theologe und Philosoph, Bischof von Hereford |       |       |

## März
| Tag      | Name                   | Beruf, bekannt als | Alter | Beleg |
| -------- | ---------------------- | ------------------ | ----- | ----- |
| 21. März | Berthold II. von Bogen | Graf von Bogen     |       |       |

## April
| Tag      | Name                  | Beruf, bekannt als                    | Alter | Beleg |
| -------- | --------------------- | ------------------------------------- | ----- | ----- |
| 3. April | Roman I.              | katholischer Bischof der Diözese Gurk |       |       |
| 7. April | Heinrich von Tübingen | Pfalzgraf von Tübingen                |       |       |

## Juni
| Tag      | Name       | Beruf, bekannt als             | Alter | Beleg |
| -------- | ---------- | ------------------------------ | ----- | ----- |
| 17. Juni | Rudolf II. | Graf von Vermandois und Valois |       |       |

## Juli
| Tag     | Name     | Beruf, bekannt als                           | Alter | Beleg |
| ------- | -------- | -------------------------------------------- | ----- | ----- |
| 6. Juli | Werinher | Abt und Bibliothekar des Klosters St. Gallen |       |       |

## August
| Tag        | Name                      | Beruf, bekannt als                                                             | Alter | Beleg |
| ---------- | ------------------------- | ------------------------------------------------------------------------------ | ----- | ----- |
| 9. August  | Alexander II. von Lüttich | Bischof von Lüttich                                                            |       |       |
| 9. August  | Daniel I.                 | Bischof von Prag, Berater des Königs Vladislaus II. und des Kaisers Barbarossa |       |       |
| 11. August | Hermann von Verden        | Bischof von Verden                                                             |       |       |
| 14. August | Rainald von Dassel        | Erzbischof von Köln und Erzkanzler von Italien                                 |       |       |
| 19. August | Friedrich IV.             | Herzog von Schwaben                                                            |       |       |
| 19. August | Werner II.                | Graf von Habsburg                                                              |       |       |
| 24. August | Eberhard der Schwabe      | Bischof von Regensburg                                                         |       |       |
| August     | Heinrich I.               | Graf von Nassau                                                                |       |       |
| August     | Heinrich II.              | Herzog von Limburg                                                             |       |       |

## September
| Tag           | Name      | Beruf, bekannt als                         | Alter | Beleg |
| ------------- | --------- | ------------------------------------------ | ----- | ----- |
| 10. September | Matilda   | Gemahlin des deutschen Kaisers Heinrich V. | 65    |       |
| 12. September | Welf VII. | Graf von Altdorf, Sohn Welfs VI.           |       |       |

## Oktober
| Tag         | Name                 | Beruf, bekannt als   | Alter | Beleg |
| ----------- | -------------------- | -------------------- | ----- | ----- |
| 15. Oktober | Raimund I. Trencavel | Vizegraf von Beziers |       |       |
| 24. Oktober | Konrad von Hirscheck | Bischof von Augsburg |       |       |

## November
| Tag          | Name            | Beruf, bekannt als      | Alter | Beleg |
| ------------ | --------------- | ----------------------- | ----- | ----- |
| 23. November | Adam von Ebrach | deutscher Mönch und Abt |       |       |

## Datum unbekannt
| Tag | Name                              | Beruf, bekannt als                                           | Alter | Beleg |
| --- | --------------------------------- | ------------------------------------------------------------ | ----- | ----- |
|     | Alaungsithu                       | König von Bagan                                              |       |       |
|     | Děpold                            | böhmischer Fürst aus dem Geschlecht der Přemysliden          |       |       |
|     | Heinrich I.                       | Graf von Wildeshausen-Bruchhausen                            |       |       |
|     | Hermann I. zur Lippe              | Edelherr zur Lippe                                           |       |       |
|     | Karl VII.                         | König von Schweden                                           |       |       |
|     | Rostislaw I.                      | Fürst von Smolensk, Fürst von Nowgorod, Großfürst von Kiew   |       |       |
|     | Wilbrand I. von Loccum-Hallermund | Graf von Hallermund                                          |       |       |
|     | Wolbero                           | deutscher katholischer Geistlicher und Abt von St. Pantaleon |       |       |